# Cafe Society (película de 1995)
Cafe Society es una película basada en una historia real ocurrida en New York en 1952.

## Argumento
Mickey Jelke (Frank Whaley) es un joven playboy de clase alta a punto de heredar una inmensa fortuna al que gusta frecuentar los ambientes cercanos a los bajos fondos y la prostitución. Su conducta es atentamente vigilada por Jack Kale (Peter Gallagher), deseoso de levantar un escándalo que sirva como ejemplo al resto de los ciudadanos. Su oportunidad surge cuando Mickey se enamora de una misteriosa mujer de oscuro pasado (Lara Flynn Boyle) cuyo objetivo es servirse de él para escalar puestos en la pirámide social.
- Datos: Q5739046